# 맥도날드의 트레저 랜드 어드벤처
《맥도날드의 트레저 랜드 어드벤처》는 트레저가 개발하고 세가가 배급한 메가 드라이브용 플랫폼 게임이다. 패스트푸드 체인점 맥도날드과 맥도날드랜드 홍보전략에서 탄생한 게임으로, 일본에서 1993년 9월 23일 처음 출시되고 같은 해에 북미 및 유럽 지역에 발매됐다.
플레이어는 로날드 맥도날드를 조종해 보물지도 조각을 찾아 모험을 떠나는 이야기를 그리며, 로날드는 마법을 이용한 원거리 공격을 할 수 있고 스카프를 이용해 높은 발판으로 올라갈 수 있다. 이 게임은 트레저가 자체 작품 《건스타 히어로즈》와 동시에 개발한 게임으로, 세가가 게임 출시 경험이 없는 트레저에게 게임 퍼블리싱을 보류한 대신 맥도날드 홍보 게임을 의뢰해 제작됐다.

## 반응
《맥도날드의 트레저 랜드 어드벤처》는 동시대의 라이센스 게임들과 비교했을 때 긍정적인 평가를 받았다.

## 참조

### 내용주
1. ↑  영어: McDonald's Treasure Land Adventure, 일본어: マクドナルドトレジャーランドアドベンチャー

## = 각주
1. ↑  Homsy, Richard (March 1994). “Mega Drive Review - McDonald's Treasure Land Adventure” (프랑스어) (30). M.E.R.7. Consoles+. 142–143면.
2. 1 2  Semrad, Ed; Carpenter, Danyon; Manuel, Al; Williams, Ken; Weigand, Mike (December 1993). “Review Crew - Major Mike's Game Roundup - Treasureland Adventure - Sega / Genesis”. 《Electronic Gaming Monthly》. 53호 (Sendai Publishing). 48쪽. 2019년 1월 5일에 원본 문서에서 보존된 문서. 2019년 11월 19일에 확인함.
3. ↑  “マクドナルド 〜トレジャーランド・アドベンチャー〜 (メガドライブ) - ファミ通.com”. 《Famitsu》 (ASCII). 2019년 11월 18일에 확인함.
4. 1 2  Halverson, Dave; Sgt. Gamer; Rickards, Kelly; Puryear, Jay (December 1993). “Viewpoint - Sega - Treasure Land”. 《GameFan》. 2권 1호 (DieHard Gamers Club). 30쪽.
5. ↑  Boyle, Lance (January 1994). “Genesis ProReview: McDonald's Treasureland Adventure”. 《GamePro》. 54호 (IDG). 61쪽.
6. ↑  Ulf; Sandrie (February 1994). “Mc Donald's Treasure Land”. 《Mega Fun》 (독일어). 74–75쪽. 2021년 9월 2일에 확인함.
7. ↑  “Treasure Land Adventure”. 《Video Games》 (독일어). April 1994. 84쪽. 2021년 9월 2일에 확인함.
8. ↑  Andy; Gerry (January 1994). “Ronald McDonald's Treasure Land Adventure”. 《Mega Drive Advanced Gaming》. 17호. 28–29쪽. 2021년 9월 2일에 확인함.
9. ↑  Radion Automatic; Leadbetter, Richard (February 1994). “McDonald's Treasure Land Adventure”. 《Sega Magazine》. 2호. 101쪽. 2021년 9월 2일에 확인함.
10. 1 2  “Mega Drive – ProReview: McDonald's Treasure Land Adventure”. 《Sega Pro》. 26호 (Paragon Publishing). December 1993. 52–53쪽.